# Mizoč
Mizoč (in ucraino Мізоч?, polacco: Mizocz) è un insediamento rurale ucraino (3329 abitanti) nel distretto di Rivne, nell'oblast' di Rivne. Ospita l'amministrazione della comunità territoriale di Mizoč, una delle comunità territoriali dell'Ucraina.
Fino al 18 luglio 2020 Mizoč apparteneva al distretto di Mizoč abolito come parte della riforma amministrativa dell'Ucraina, che ha ridotto a quattro il numero dei distretti dell'oblast' di Rivne. L'area del distretto di Mizoč è stata fusa nel distretto di Rivne.
Fino al 26 gennaio 2024 Mizoč era classificata come insediamento di tipo urbano. Da tale data è entrata in vigore una nuova legge che ha abolito questo status e Mizoč è stata riclassificata come insediamento rurale.
Il più antico documento storico che cita il villaggio è del 1322. Nel 1761 re Augusto III di Polonia permise di fondare la città di Velykyi Mizoč (Grande Mizoč) nel distretto di Luc'k e le diede il Diritto di Magdeburgo per l'autonomia civica. Il gonfalone e l'attuale stemma cittadino sono stati approvati dal consiglio comunale l'11 settembre 1996.
Durante la Seconda guerra mondiale, quando la città era parte della Polonia orientale sotto l'occupazione nazista, l'intera popolazione ebraica della città (1.700 persone) fu dapprima costretta in un ghetto e quindi sterminata nell'ottobre 1942.